# 1-я понтонно-мостовая бригада
1-я понтонно-мостовая бригада — формирование (соединение, понтонно-мостовая бригада), инженерных войск Красной Армии, во время Великой Отечественной войны, и после неё в Советской Армии ВС Союза ССР.
Номер (№) полевой почты — 04048. Полное действительное наименование, по окончании Великой Отечественной войны — 1-я Ясская орденов Кутузова и Богдана Хмельницкого понтонно-мостовая бригада.

## История
Бригада сформирована 24 ноября 1942 года на Сталинградском фронте в составе: управление бригады, рота управления и четыре (6-й, 39-й, 103-й и 126-й) моторизированных понтонно-мостовых батальона.

### Боевой путь
Боевое крещение бригада получила в ходе Сталинградской битвы. После упразднения Сталинградского фронта, бригада в составе Южного и Юго-Западного фронтов участвовала в Ростовской, Донбасской, Днепропетровской наступательных операциях. Затем бригада была перегруппирована и передана в состав Степного фронта, который в октябре 1943 года был переименован в 2-й Украинский фронт. В его составе обеспечивала переправу войск в ходе Кировоградской, Корсунь-Шевченковской, Уманско-Ботошанской и Ясско-Кишинёвской наступательных операциях. 15 сентября 1944 года за отличие в боях по освобождению города Яссы Приказом ВГК бригаде присвоено наименование Ясская. За два месяца до этого из бригады выбыли 6-й и 126-й моторизированные понтонно-мостовые батальоны, а вместо них в её состав включены 7-й и 40-й моторизированные понтонно-мостовые батальоны. В дальнейшем бригада участвовала в Дебреценской, Будапештской, Венской, Братиславско-Брновской и Пражской наступательных операциях. Так, 9 декабря 1944 года в ходе Будапештской операции 1-я понтонно-мостовая бригада с приданным ей румынским понтонным парком и во взаимодействии с 8-м понтонно-мостовым полком под командованием Героя Советского Союза подполковника И. Е. Андзаурова навели через главное русло Дуная мост длиной 624 метра. 6 января 1945 года бригада награждена орденом Кутузова 2-й степени, 17 мая 1945 года — орденом Богдана Хмельницкого 2-й степени.
С момента сформирования и до конца войны бригадой командовал полковник Насонов М. А.
За годы войны 6582 воина бригады были награждены орденами и медалями СССР. Девять человек стали Героями Советского Союза:
- Гамов, Дмитрий Васильевич — понтонёр 103-го отдельного моторизированного понтонно-мостового батальона.[3]
- Калиберда, Иван Афанасьевич — командир взвода 6-го отдельного моторизованного понтонно-мостового батальона.
- Кашурин, Павел Иванович — командир отделения 6-го отдельного моторизованного понтонно-мостового батальона.
- Климов, Владимир Иванович — моторист 6-го отдельного моторизованного понтонно-мостового батальона.
- Кудашов, Владимир Петрович — командир отделения 7-го отдельного моторизированного понтонно-мостового батальона.[3]
- Кырчанов, Михаил Семёнович — командир отделения 126-го отдельного понтонно-мостового батальона.
- Малиев, Михаил Алексеевич — командир взвода 127-го отдельного понтонно-мостового батальона.
- Пашкевич, Степан Афанасьевич — командир отделения 7-го отдельного моторизированного понтонно-мостового батальона.[3]
- Смирнов, Иван Михайлович — командир отделения 103-го отдельного моторизированного понтонно-мостового батальона.

### Полные действительные наименование
В конце войны полное действительное наименование формирования звучало как: 1-я Ясская орденов Кутузова и Богдана Хмельницкого понтонно-мостовая бригада. Входившие в состав бригады батальоны (отдельные части) имели следующие действительные наименования:
- 7-й ордена Богдана Хмельницкого моторизованный понтонно-мостовой батальон;
- 40-й Сегедский ордена Красной Звезды моторизованный понтонно-мостовой батальон;
- 103-й Краснознамённый ордена Богдана Хмельницкого моторизованный понтонно-мостовой батальон;
- 127-й Братиславский ордена Богдана Хмельницкого моторизованный понтонно-мостовой батальон.

### После войны
В октябре 1946 года 1-я понтонно-мостовая бригада была переформирована в 47-й понтонно-мостовой полк, в феврале 1947 года — в 429-й понтонно-мостовой батальон. В сентябре 1953 года батальон был переформирован в 60-й понтонно-мостовой полк, затем в октябре 1960 года — в 86-й понтонно-мостовой батальон. После распада СССР в октябре 1994 года на базе батальона и 4-го инженерно-испытательного полка сформирована 57-я инженерно-сапёрная бригада. В декабре 2003 года бригада была переформирована в 45-й инженерно-сапёрный батальон, который был включён в состав 317-й гвардейской инженерной бригады.